# 龍牙翔
龍牙 翔（りゅうが しょう、女性、6月11日 - ）は、日本の漫画家・イラストレーター・ゲームの原画家・同人作家である。山形県出身。

## 経歴
小さい頃から絵を描くのが好きで小学生の時ゲーム雑誌にイラストを投稿していた。その時知り合った友人に誘われ中学1年生の時同人誌即売会コミックマーケットに行き、その後程無くして同人作家として描き手になる。
高校卒業後一般ゲームを作るゲーム会社にグラフィッカーとして就職、1998年にCGデザイナーとしてデビュー。その後その会社がパソコン用美少女ゲーム制作に参入した事をきっかけに原画家に転向。1999年にゲーム原画を担当した『チューして』のコミック版を担当、その時の編集とのつながりで漫画の仕事が増加したため会社を退職、フリーに転向。その後、アダルトゲームの原画家、ライトノベルの挿絵等を担当するイラストレーター、漫画家として活動、現在に至る。

## 人物
ペンネームの由来は中学生の時スクウェア・エニックス系のロールプレイングゲームに嵌っていて、「龍（ドラゴン）」や「（モンスターの）牙」という漢字が気に入っていたのと、その時読んでいた漫画キャラクターの武器の名前にちなんで半ば勢いでつけたもの。変えようとも思ったが、初めて作ったゲームのエンドロールにそのまま使ってしまったため改名せず現在に至っている。この男性っぽいペンネームのためしばしば男性と間違えられるとの事。
座右の銘は「思い立ったが吉日」
書きこみが丁寧な、柔らかなタッチの絵を描く。
同人作家としては、男性向けにも女性向けにもそれぞれ別名義のサークルで活動する。

## 主な作品

### アダルトゲーム
- チューして… （Kur-Mar-Ter）
- ススキノハラの約束 （Kur-Mar-Ter）
- Grope 〜闇の中の小鳥たち〜（May-Be SOFT）
- 揺れるバスガイド（Waffle）
- つくしてあげるの!（PeasSoft）
- ぷりサガ! 〜ボクの妃は×××〜★（DisAbel）
- 初恋予報。（I.D.）
- 初恋前線。（I.D.）
- 恋の話と（I.D.）
- 俺と彼女がミステリーな件について（P.W）
- 恋と魔法と管理人 ～恋愛連鎖編～（Prometheus）

### 一般ゲーム
- FIRST|LIVE （AMEDEO）
- シエスタ 〜すすき野原の夢物語〜 （AMEDEO）

### 漫画
- 有限会社コボルト私立探偵社（『ドラゴンエイジピュア』連載〈角川コミックス・ドラゴンJr.〉発行：富士見書房 発売：角川グループパブリッシング、全2巻）
- D.C.II 〜ダ・カーポII〜（原作：CIRCUS、『コンプティーク』連載〈角川コミックス・エース〉発行：角川書店 発売：角川グループパブリッシング、全5巻）
- つるぎのまい!（『E☆2』連載〈E☆2コミックス〉発行：メディエイション 発売：飛鳥新社→廣済堂あかつき 出版事業部、全3巻）

第2巻までは飛鳥新社が発売元であり、第3巻は廣済堂あかつき 出版事業部（廣済堂出版）が発売元となった。なお第3巻発売時に第1巻と第2巻の新装版が廣済堂あかつき 出版事業部（廣済堂出版）を発売元として発行されている。
- 初恋予報。（原作：I.D.、『コンプエース』連載中〈角川コミックス・エース〉発行：角川書店 発売：角川グループパブリッシング、既刊1巻）
- ジェイソン先生とおいしい食卓（『ヤングチャンピオン烈』連載、秋田書店、全2巻）
- 俺の『鑑定』スキルがチートすぎて 〜伝説の勇者を読み“盗り”最強へ〜（原作：澄守彩、『水曜日のシリウス』連載、講談社、既刊5巻）

※成人向け漫画は割愛

### 挿絵
- D.C.S.G. 〜ダ・カーポ〜 セカンドグラデュエーション グローリーデイズ（著：後藤美由紀、角川書店刊行）
- D.C.S.G. 〜ダ・カーポ〜 セカンドグラデュエーション ラブリーデイズ（著：後藤美由紀、角川書店刊行）
- D.C.S.G. 〜ダ・カーポ〜 セカンドグラデュエーション メモリーデイズ（著：佐々宮ちるだ、角川書店刊行）

### 画集
- One Form　龍牙翔イラストレーションズ　（キルタイムコミュニケーション刊、2008年5月発行、ISBN 4-86032-569-9）